# Jordan Anderson

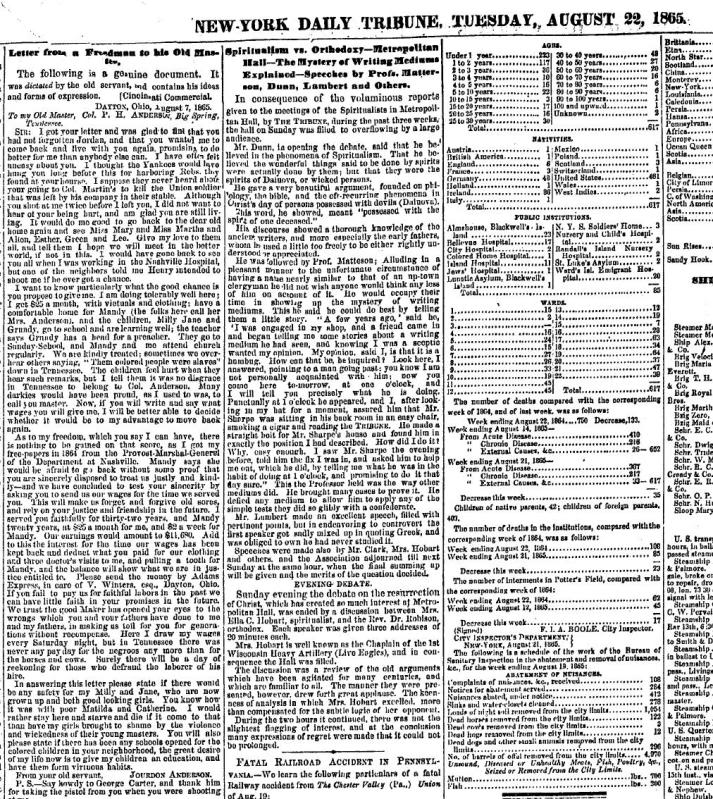
Periódico con la carta de Jordan Anderson.

Jordan Anderson (diciembre de 1825-15 de abril de 1907), también conocido como Jourdon Anderson o Jordon Anderson, fue un esclavo afroamericano.
Es conocido por ser el autor de la carta titulada Carta de un liberto a su antiguo amo (en inglés, Letter from a freedman to his old master) dirigida a su antiguo dueño, el coronel P. H. Anderson de Big Spring, Tennessee, dictada en 1865, con fecha de 7 de agosto, y publicada en periódicos de la época como el Cincinnati Commercial y reproducido en el New York Tribune del 22 de agosto de 1865. Jordan se había escapado durante la Guerra de Secesión junto con su mujer y dos hijas, asentándose posteriormente como hombre libre en Ohio, donde recibió un comunicado de su antiguo dueño pidiéndole que volviera. La carta ha sido descrita como un raro ejemplo de «humor esclavo» documentado de la época y comparado con la sátira de Mark Twain.